# Kang (Zhou-König)

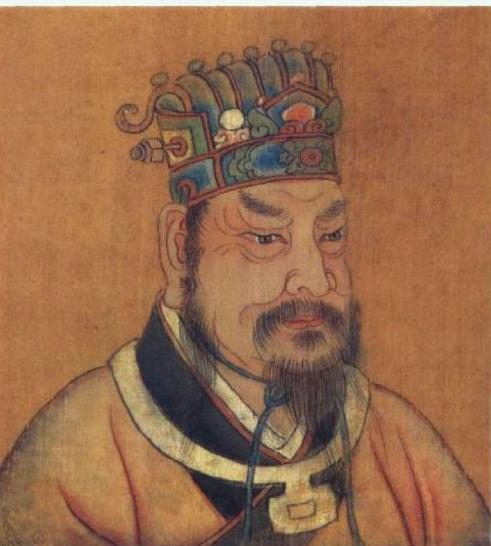
König Kang

Kang, König von Zhou oder K'ang, König von Chou (Chinesisch: 周康王; Pinyin: Zhōu Kāng Wáng) war der dritte Herrscher der chinesischen Zhou-Dynastie. Er regierte von 1005 v. Chr. bis zu seinem Tod im Jahre 978 v. Chr.

## Leben
Kang, dessen persönlicher Name Zhao (釗, zhāo) lautete, war der Sohn von König Cheng, der nach der deutlichen Erweiterung des Zhou-Territoriums das Reich konsolidiert hatte und der seinen Nachfolgern eine friedliche und auf die Entwicklung des Reiches ausgerichtete Politik empfahl. In den Chroniken befindet sich bis zum Ende der Herrschaft Kangs kein Hinweis auf militärische Aktivitäten. Das Shiji berichtet, dass vierzig Jahre im Reich keine Strafen angewendet werden mussten. Es wurden jedoch Ritualbronzen gefunden, die von einem Sieg gegen ein Volk namens Guifang im Ordos-Gebiet am Ende von Kangs Regierungszeit berichten. Somit darf davon ausgegangen werden, dass Kang nach Konsolidierung des Reiches am Anfang seiner Regierungszeit vorsichtig auf Erweiterungen in der zweiten Hälfte seiner Herrschaft hinarbeitete.

## Familie
| König Wu von Zhou 周武王周武王 | König Wu von Zhou 周武王周武王 | König Wu von Zhou 周武王周武王 | König Wu von Zhou 周武王周武王 | König Wu von Zhou 周武王周武王 | König Wu von Zhou 周武王周武王 |                             |                             | Yi Jiang 邑姜               | Yi Jiang 邑姜               | Yi Jiang 邑姜              | Yi Jiang 邑姜              | Yi Jiang 邑姜              | Yi Jiang 邑姜              |   |   |   |   |   |   |   |   |
| König Wu von Zhou 周武王周武王 | König Wu von Zhou 周武王周武王 | König Wu von Zhou 周武王周武王 | König Wu von Zhou 周武王周武王 | König Wu von Zhou 周武王周武王 | König Wu von Zhou 周武王周武王 |                             |                             | Yi Jiang 邑姜               | Yi Jiang 邑姜               | Yi Jiang 邑姜              | Yi Jiang 邑姜              | Yi Jiang 邑姜              | Yi Jiang 邑姜              |   |   |   |   |   |   |   |   |
|                                |                                |                                |                                |                                |                                |                             |                             |                             |                             |                            |                            |                            |                            |   |   |   |   |   |   |   |   |
|                                |                                |                                |                                | König Cheng von Zhou 周成王    | König Cheng von Zhou 周成王    | König Cheng von Zhou 周成王 | König Cheng von Zhou 周成王 | König Cheng von Zhou 周成王 | König Cheng von Zhou 周成王 |                            |                            | ?                          | ?                          | ? | ? | ? | ? |   |   |   |   |
|                                |                                |                                |                                | König Cheng von Zhou 周成王    | König Cheng von Zhou 周成王    | König Cheng von Zhou 周成王 | König Cheng von Zhou 周成王 | König Cheng von Zhou 周成王 | König Cheng von Zhou 周成王 |                            |                            | ?                          | ?                          | ? | ? | ? | ? |   |   |   |   |
|                                |                                |                                |                                |                                |                                |                             |                             |                             |                             |                            |                            |                            |                            |   |   |   |   |   |   |   |   |
|                                |                                |                                |                                |                                |                                |                             |                             | König Kang von Zhou 周康王  | König Kang von Zhou 周康王  | König Kang von Zhou 周康王 | König Kang von Zhou 周康王 | König Kang von Zhou 周康王 | König Kang von Zhou 周康王 |   |   | ? | ? | ? | ? | ? | ? |
|                                |                                |                                |                                |                                |                                |                             |                             | König Kang von Zhou 周康王  | König Kang von Zhou 周康王  | König Kang von Zhou 周康王 | König Kang von Zhou 周康王 | König Kang von Zhou 周康王 | König Kang von Zhou 周康王 |   |   | ? | ? | ? | ? | ? | ? |
|                                |                                |                                |                                |                                |                                |                             |                             |                             |                             |                            |                            |                            |                            |   |   |   |   |   |   |   |   |
|                                |                                |                                |                                |                                |                                |                             |                             |                             |                             |                            |                            | König Zhao von Zhou 周昭王 |                            |   |   |   |   |   |   |   |   |